# Minh Nguyễn
Minh Nguyễn tên thật là Nguyễn Văn Minh (sinh ngày 15 tháng 5) là vận động viên xì tố chuyên nghiệp người Mỹ gốc Việt, hai lần giành chiến thắng vòng tay Giải đấu Xì tố Thế giới hiện cư trú tại Bell Gardens, California.
Ông học được lối chơi bài xì tố từ người anh họ của mình là tay chơi xì tố nhà nghề Men Nguyễn, và trở thành một người thường xuyên tham gia các giải đấu xì tố kể từ năm 1999.
Nguyễn xếp hạng thứ 24 trong sự kiện chính hold'em không giới hạn trị giá 10.000 đô la tại Giải đấu Xì tố Thế giới năm 2002 (WSOP), kiếm được 40.000 đô la. Ông tiếp tục giành được một chiếc vòng tay tại Giải đấu Xì tố Thế giới năm 2003 trong sự kiện chia bài hi-lo đinh bạc bảy trị giá 1.500 đô la và sẽ về thứ 11 trong Sự kiện Chính vào cuối năm đó.
Nguyễn đã giành được vòng đeo tay WSOP thứ hai tại WSOP 2004 trong sự kiện hold'em giới hạn tiền cược 1.500 đô la và đứng thứ 2 sau Mark Seif trong sự kiện hold'em không giới hạn 1.500 đô la tại WSOP 2005.
Nguyễn kết thúc ở vị trí thứ 7 tại buổi lễ khai mạc Giải vô địch Xì tố Bắc Mỹ Doyle Brunson, kiếm được 60.000 đô la. Ông cũng về đích ở vị trí thứ 8 tại Vòng Chung kết Xì tố Thế giới năm 2005, kiếm được 172.800 đô la.

## Vòng tay Giải đấu Xì tố Thế giới
| Năm  | Giải đấu                                | Giải thưởng (USD) |
| ---- | --------------------------------------- | ----------------- |
| 2003 | Chia bài Hi-Lo đinh bạc bảy 1.500 đô la | 106.020 đô la     |
| 2004 | Hold'em giới hạn tiền cược 1.500 đô la  | 155.420 đô la     |

Tính đến năm 2009, tổng số tiền thắng giải đấu trực tiếp của Minh Nguyễn đã vượt quá 2.100.000 đô la. 26 lần rút tiền mặt của ông tại tài khoản WSOP trị giá 1.033.671 đô la trong số tiền thắng cược đó.